# Лиза Веландер
Лиза Веландер (швед. Lisa Welander; Седерманланд, 9. август 1909 — 9. децембар 2001) била је прва шведска професорка неурологије, која је на ову дужност обављала од 1964. године на Универзитету Умео, једном од већих Шведских градова и средишту северног дела државе (Норланда).

## Епоними
Говерс-Веландер синдром или Веландерова дистална миопатија
Тип мишићне дистрофије (МКБ10 — G71.0) први пут забележен у Шведској покрајини Јестрикланд, а повремено и у другим подручјима Шведске. Болест почиње као пареза и атрофија екстензора и малих мишића дисталног дела удова, да би се у каснијој фази болести проширила и проксимално.

## Живот и каријера
По окончању студија медицине, на једаном од највећих и најпрестижнијих медицинских унивезитета на свету Институту Каролинска у Солни, прошла специјалистичку обуку из области неурологије у Првој шведској болници Serafimerlasarettet основана 1753. године, у Стокхолму.
Прво је обављала дужност професора на Институту Каролинска у Солни од 1952. године а потом од 1953. године на Медицинском факултету у Гетеборгу. На овом факултету остала је све док Остала је тамо док није 1964. године постављена за прву жену професорка неурологије на Универзитету Умео.
Током 1940-их истражила је симптоме једног типа мишићне дистрофије забележен код становника Шведске покрајини Јестрикланд. Након што је болест и њен начин наслеђивања описла у својој докторској дисертацији 1951. године, њој у част по њој и још једном колеги болест је названа Говерс-Веландеров синдром.